# Nie mogę cię zapomnieć
Nie mogę cię zapomnieć – pierwszy singel promujący solowy album Agnieszki Chylińskiej pt. Modern Rocking będący efektem współpracy piosenkarki z duetem Plan B. Radiowa premiera miała miejsce na antenie RMF FM o godz. 11:15 dnia 1 października 2009. Piosenka jest nagrana w stylu elektronicznej muzyki tanecznej. Piosenka uplasowała się na pierwszych miejscach wielu zestawień list przebojów. Utwór posiada 2 oficjalne remiksy: „Kalwi & Remi Remix” (2009) oraz „Dynamid Disco Remix” (2010).
Teledysk miał premierę 23 października 2009, a wyreżyserował go Jacek Kościuszko. Klip przedstawia Chylińską, która seksownie tańczy na sali tanecznej. Piosenka, jak i teledysk, wzbudziły duże kontrowersje ze względu na to, że przedstawiały nowy wizerunek artystki, który znacznie odbiegał od dotychczasowego.
W styczniu 2010 utwór wygrał plebiscyt radia RMF FM na Przebój Roku 2009, a w kwietniu utwór został wyróżniony przez ZPAV tytułem Cyfrowej Piosenki Roku 2009 w kategorii piosenki polskiej jako najlepiej sprzedającej się piosence w formacie digital download w Polsce. W maju 2020 wideoklip został umieszczony na 11. miejscu najseksowniejszych teledysków wszech czasów przez portal Onet.pl.

## Notowania
| Lista                                | Pozycja |
| ------------------------------------ | ------- |
| Poplista RMF FM                      | 1       |
| Szczecińska Lista Przebojów          | 1       |
| Lista Przebojów Marka Niedźwieckiego | 27      |